# Boerne
Boerne is een plaats (city) in de Amerikaanse staat Texas, en valt bestuurlijk gezien onder Kendall County.

## Demografie
Bij de volkstelling in 2000 werd het aantal inwoners vastgesteld op 6178.
In 2006 is het aantal inwoners door het United States Census Bureau geschat op 8707, een stijging van 2529 (40,9%).

## Geografie
Volgens het United States Census Bureau beslaat de plaats een oppervlakte van
15,9 km², waarvan 15,1 km² land en 0,8 km² water. Boerne ligt op ongeveer 450 m boven zeeniveau.

## Plaatsen in de nabije omgeving
De onderstaande figuur toont nabijgelegen plaatsen in een straal van 28 km rond Boerne.